# 過剰学習
過剰学習（かじょうがくしゅう）とは教育学用語で、すでに獲得した知識、技能についてさらに反復・継続して学習し、それを強固なものとすることである。最初に習得した時点を超えて新たに習得したスキルを練習することで、この用語はこの形式の実践が自動性またはその他の有益な結果につながるという教育学的理論を指すためにもよく使用される。

## 初期の研究
記憶研究者のハーマン・エビングハウスは、1890年代後半に古典的な過学習研究を行うが 彼は、学習教材の記憶が時間とともに減少することに気づく（忘却曲線を参照）。ナンセンスな音節のリストは時間の経過とともに想起が難しくなり、リストの中には100％の想起を取り戻すためにより多くのレビュー時間を必要とするものがあることを認識し、材料の繰り返し回数として過学習を定義し、その後、材料を100％の精度で呼び出すことができるとした。

## 現代作
1992年のメタ分析では、過剰学習は時間の経過とともにリコールに大きな影響を与えることが示唆され、またこの効果の大きさは、過剰学習の量、タスクの種類、保持期間によって緩和される可能性があると結論付けた。メタ分析には15の研究が含まれていたが これらの15の研究では、身体的および認知的タスクに対する過剰学習の効果をテストした。どちらのタイプのタスクも、過剰学習の効果を示しており 身体的課題の効果サイズは、認知的課題の効果サイズよりも小さかった。過剰学習の量は保持に影響：過剰学習が増えると、両方のタイプのタスクで保持が増加したという。保持間隔の長さも過学習に影響したが、物理的タスクと認知タスクでは効果が異なり 保持期間中に身体的課題を過剰学習した参加者は能力が向上したのに対し、認知的課題を過剰学習した参加者は時間とともに想起能力が低下した。
最近の研究では過剰学習と保持間隔の相互作用を明示的に調査し、過剰学習の効果はかなり短命である傾向があると結論付けている 。学習者が教材の短期間の保持のみを必要とする場合には、過剰学習がより役立つ場合があるとした。

### 地理学の事実と単語の定義を学習する
ある研究では、研究者は地理学の事実や単語の定義を過学習することの効果を調べ  1週間後、過学習者は、非過学習者よりも多くの地理的事実と単語の定義を思い出したが、この改善は研究後に次第に消えていったという。この研究は地理学習の事実と単語の定義を長期にわたって保持するために、過剰学習が非効率的な研究方法である可能性があることを示唆している。過剰学習は教材の短期間の保持を改善するが、学習者は学習により多くの時間を費やす必要があり、また時間の経過とともに、オーバーラーニングによって作成された改善は薄れていき、学習者は教材をオーバーラーニングすることに時間を費やさなかった者よりも良い結果になることがわかった。

### 数学の過学習
別の研究では、研究者は数学の知識に対する過学習と分散実践の効果を比較し  分散型プラクティス、時間をかけて間隔を空けたプラクティスで 実験1では参加者は10個の数学問題を一度に完了するか、2つのセッションに分散。分散練習条件の参加者は、1週間後のシングルセッション条件の参加者と同じように機能したが、分散練習の参加者は4週間後のシングルセッション参加者よりも優れたパフォーマンスを示した。実験2では参加者は3回または9回の練習問題を1回で完了し 参加者が1週間または4週間後に再テストされたとき、3つの問題の参加者と9つの問題について参加者の間に違いは見いだせず 研究者は、数学の保持に対する過剰学習の影響は発見できなかった。